# Estación Villa María (Belgrano)
Villa María era una estación de ferrocarril de la ciudad del mismo nombre, departamento General San Martín, Provincia de Córdoba, Argentina.

## Historia
La estación fue habilitada en 1904 por el Ferrocarril Provincial de Santa Fe cuando se habilitó el tramo entre San Francisco y esta estación. En el edificio funciona una escuela y el cuadro de estación es un parque municipal.
La estación y sus vías fueron clausuradas y levantadas mediante Decreto Nacional 547/77 el 2 de marzo de 1977.